# Baturowa
Baturowa (biał. Батурова; ros. Батурово, Baturowo) – wieś na Białorusi, w obwodzie mińskim, w rejonie dzierżyńskim, w sielsowiecie Demidowicze.